# Cimetière Mount Olivet (Nashville)
Pour les articles homonymes, voir Cimetière Mount Olivet.
Le cimetière Mount Olivet est un cimetière de 206 acre (83 ha) situé à Nashville, au Tennessee. Il est situé à environ 3 kilomètres (deux miles) à l'est du centre-ville de Nashville, et à côté du cimetière du calvaire catholique. Il est ouvert au public pendant la journée.

## Histoire

### Avant la guerre de Sécession
Le cimetière Mount Olivet est créé par Adrian Van Sinderen Lindsley et John Buddeke en 1856. Il est calqué sur le cimetière de Mount Auburn. Dans les années 1870, une chapelle conçue dans le style architectural néo-gothique par Hugh Cathcart Thompson est construit comme un bureau.
L'aristocratie sudiste est enterrée dans une section séparée des gens communs. Ceux-ci comprennent les planteurs ainsi que d'anciens gouverneurs du Tennessee, des sénateurs des États-Unis et des représentants du congrès des États-Unis. À l'époque d'avant-guerre, les esclaves sont souvent enterrés avec leurs propriétaires.

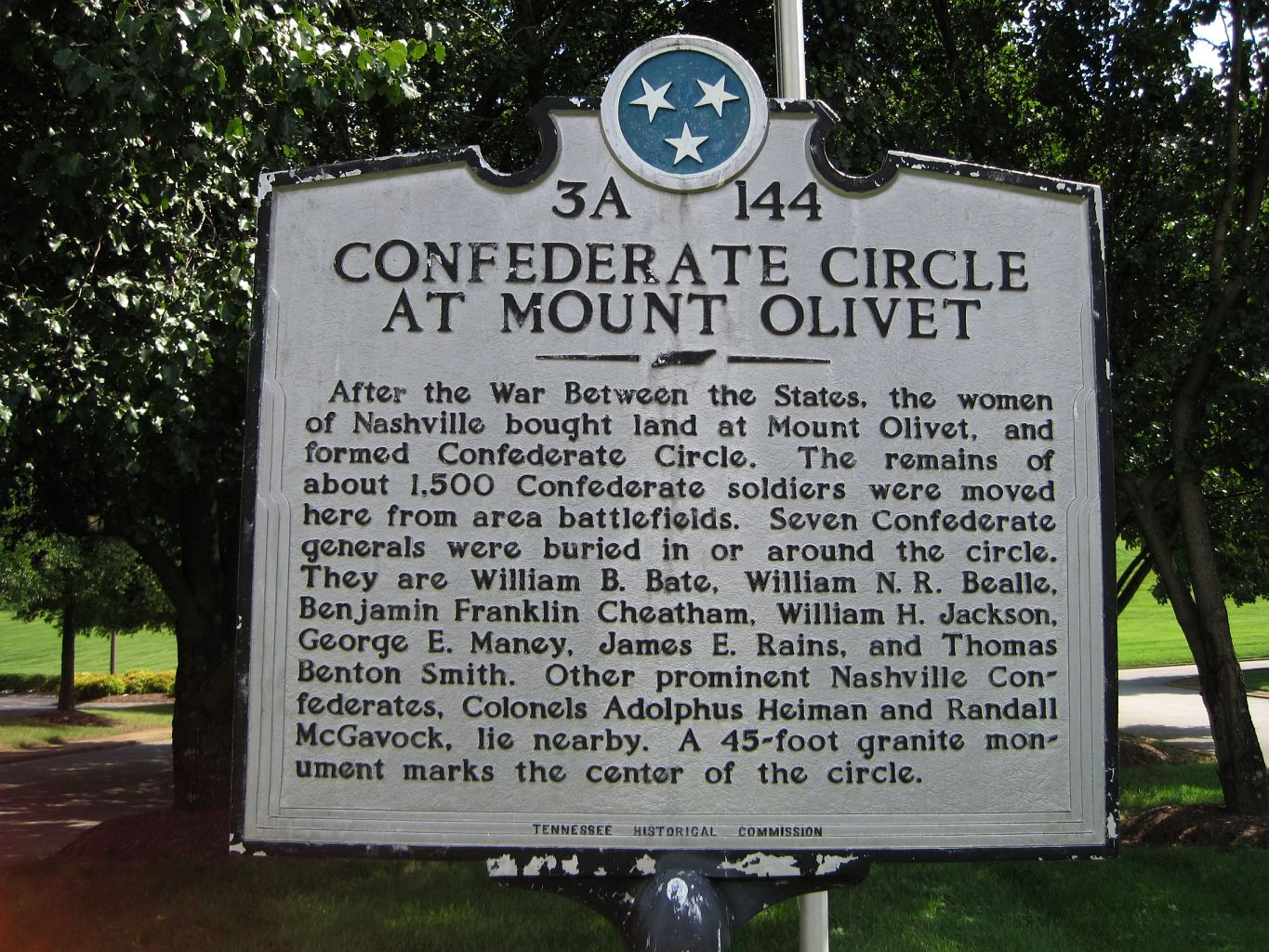
Panneau du cercle confédéré.

Les visiteurs de Nashville sont enterrés aux côtés des pauvres.

### Cercle confédéré
Après la guerre de Sécession, « les dames du mémorial de la société de Nashville avec les vétérans confédérés survivants tels que William B. Bate, Daniel Carter, le général Benjamin Cheatham, et Thomas Harding ont acheté 26 588 pieds carrés dans le centre du Mount Olivet et créé le cercle confédéré » pour l'inhumation des morts confédérés. Il est utilisé pour l'inhumation de soldats confédérés qui sont morts sur les champs de bataille à proximité, et comme un hommage à leur sacrifice. Les femmes organisent de telles associations mémorielles et recueillent de l'argent pour l'inhumation de soldats confédérés dans les principales villes du sud et les zones où il y a des concentrations de corps. L'association mémorielle organise des sépultures pour environ 1 500 soldats dans le cercle confédéré. Ils construisent également un obélisque.

### Première guerre mondiale et après
Une plaque à la mémoire de Nashvillians qui sont morts lors de la première guerre mondiale est consacrée par le général Hugh Mott en 1924.
Le cimetière est acheté par Stewart Entreprises en 1994.
En 2015, la chapelle, par la suite, inscrite sur le Registre national des lieux historiques, brûle.

## Sépultures notables
- Adelicia Acklen, propriétaire d'une plantation et d'esclaves[4].
- John Meredith Bass, maire de Nashville de 1833 à 1834, et en 1869.
- William B. Bate, gouverneur du Tennessee (de 1883 à 1887), général de la guerre de Sécession.
- William Nelson Rector Beall, brigadier général confédéré de la guerre de Sécession[5].
- John Bell, sénateur des États-Unis et candidat présidentiel.
- Aaron V. Brown, gouverneur du Tennessee (de 1845 à 1847), Postmaster General des États-Unis de 1857 à 1859.
- James Stephens Brown, maire de Nashville de 1908 à 1909[6].
- Lytle Brown, major général de l'U.S. Army.
- George P. Buell, général de l'Union Army.
- Joseph Wellington Byrns, membre du congrès et président de la chambre.
- John Catron, juge de la cour suprême des États-Unis.
- Benjamin F. (« Frank ») Cheatham, général confédéré pendant la guerre de Sécession.
- Mark R. Cockrill (1788-1872), éleveur, planteur, et « Wool King of the World ».
- Clarence Kelley Colley (1869-1956), architecte[7].
- Washington Bogart Cooper (1802–1888), peintre[8].
- George A. Dickel (1818–1894), marchand de spiritueux et  grossiste.
- Anne Dallas Dudley (1876–1955), activiste pour le suffrage féminin.
- Guilford Dudley, ambassadeur des États-Unis au Danemark sous les administrations de Nixon et de Ford.
- Edward H. East (1830–1904), secrétaire d'État du Tennessee, a servi brièvement comme gouverneur par intérim de l'État en 1865.
- Jesse Babcock Ferguson, pasteur de l'Église du Christ de Nashville, associé plus tard avec le spiritualisme et l'universalisme.
- Thomas Frist, cofondateur de l'Hospital Corporation of America et père de l'ancien  chef de parti du sénat des États-Unis, Bill Frist.
- Francis Furman (1816–1899), homme d'affaires de Nashville pendant la reconstruction. Sa tombe, conçue par le sculpteur Johannes Gelert (1852–1923), est la plus imposante du cimetière de Mount Olivet.
- Sidney Clarence Garrison (1885-1945), deuxième président du Peabody College (faisant maintenant partie de l'université Vanderbilt) de 1938 à 1945[9].
- Meredith Poindexter Gentry, membre du congrès des États-Unis.
- Carl Giers, photographe.
- Alvan Cullem Gillem, général de l'Union pendant la guerre de Sécession et combattant contre les indiens après-guerre.
- Vern Gosdin 1934–2009 légende de la musique country.
- William Crane Gray, (1835–1919), premier évêque épiscopal de la juridiction missionnaire de la Floride méridionale.
- Felix Grundy (1775–1840), sénateur des États-Unis du Tennessee et 13e procureur général des États-Unis.
- George Blackmore Guild (1834–1917), maire de Nashville de 1891 à 1895.
- Robert Kennon Hargrove (1829–1905), évêque de l'Église épiscopale méthodiste, Sud.
- Henry C. Hibbs (1882–1949), architecte.
- E. Bronson Ingram, fondateur de l'Ingram Industries Inc., père de l'Ingram Barge Company; Ingram Book Company, le plus grand distributeur de livre ; Ingram Micro; et d'autres compagnies majeures[10].
- Howell Edmunds Jackson, sénateur des États-Unis et juge à la cour suprême.
- William Hicks Jackson, général confédéré pendant la guerre de Sécession.
- Thomas A. Kercheval, sénateur de l'État du Tennessee et maire de Nashville.
- Eugene C. Lewis, ingénieur, président de la Nashville, Chattanooga and St. Louis.
- David Lipscomb, fondateur de la Nashville Bible School (actuellement l'université Lipscomb).
- William Litterer (1834–1917), maire de Nashville de 1890 à 1891.
- George Maney, général confédéré pendant la guerre de Sécession et ambassadeur des États-Unis au Chili, Bolivie, Paraguay, et Uruguay.
- Jack C. Massey, cofondateur de l'Hospital Corporation of America et propriétaire de Kentucky Fried Chicken[11].
- Hill McAlister, gouverneur du Tennessee de 1933 à 1937.
- Randal William McGavock (1826–1863), maire de Nashville de 1858 à 1859 et lieutenant-colonel confédéré qui a été tué lors de la bataille de Raymond.
- Eliza Jane McKissack (1828–1900), chef de musique fondateur en 1890 du précurseur de l'University of North Texas College of Music.
- Benton McMillin, gouverneur du Tennessee (1899 à 1903).
- Kindred Jenkins Morris (1819–1884), maire de Nashville de 1869 à 1871[12].
- Thomas Owen Morris (1845–1924), maire de Nashville de 1906 à 1908.
- John W. Morton, vétéran confédéré, fondateur du chapitre de Nashville Ku Klux Klan, secrétaire d'État du Tennessee de 1901 à 1909[13].
- William Nichol (1800–1878), maire de Nashville de 1835 à 1837.
- John Overton, ami d'Andrew Jackson et un des fondateurs de Memphis, Tennessee.
- Bruce Ryburn Payne (1874-1937), président fondateur du Peabody College (faisant maintenant partie de l'université Vanderbilt) de 1911 à 1937[14].
- Colonel Buckner H. Payne (1799-1889), pasteur, éditeur, marchand et pamphlétaire raciste[15].
- Fountain E. Pitts (1808-1874), pasteur méthodiste, colonel et aumônier confédéré, premier pasteur de l'Église méthodiste de West End à Nashville[16].
- James E. Rains, général de la guerre de Sécession tué en 1862 lors de la bataille de Stones River.
- Fred Rose, producteur de musique.
- William Percy Sharpe (1871–1942), maire de Nashville de 1922 à 1924.
- John Hugh Smith (1819–1870), maire de Nashville (Tennessee) à trois reprises, de 1845 à 1846, de 1850 à 1853, et de 1862 à 1865.
- Donald W. Southgate (1887-1953), architecte[17].
- Edward Bushrod Stahlman (1843-1930), cadre ferroviaire né en Allemagne, éditeur du Nashville Banner et constructeur du The Stahlman[18].
- Ernest Stoneman, musicien de country.
- Wilbur Fisk Tillett (1854-1936), pasteur méthodiste et éducateur ; doyen du écloe de technologie de Vanderbilt.
- George D. Waller (1883-1969), architecte[19].
- David K. Wilson (1919-2007), homme d'affaires et philanthrope ; donateur majeur à l'université Vanderbilt et au parti républicain.